# Gerard Janssen
Pour les articles homonymes, voir Janssen.
Gerard A. Janssen (né le 3 mai 1946) est un homme politique canadien de la Colombie-Britannique. Il est député provincial néo-démocrate de la circonscription britanno-colombienne d'Alberni d'une élection partielle en 1988 jusqu'en 2001.

## Biographie
Né à Venlo dans la province de Limbourg aux Pays-Bas, Janssen s'établit au Canada avec sa famille en 1952 . En 1956, il ouvre une entreprise familiale avec ses parents. Il est ensuite membre et président de la chambre de commerce d'Alberni Valley.
Élu à la suite d'une élection partielle déclenchée après le départ de Bob Skelly, il est réélu en  1991 et en 1996. Il siège au cabinet à titre de ministre des Petites entreprises, du Tourisme et de la Culture de 2000 à 2001.
Il est défait alors qu'il tente d'être réélu dans la nouvelle circonscription d'Alberni-Qualicum.